# أنخيل روميرو دياز
أنخيل روميرو دياز (بالإسبانية: Ángel Romero Díaz)‏ هو سياسي إسباني، ولد في 3 نوفمبر 1979. حزبياً، نشط في حزب العمال الاشتراكي الإسباني.